# Tocantins
Tocantins (pronunciación en algunas regiones del país: to-can-chíns) es el más nuevo de los veintiséis estados que, junto con el distrito federal, forman la República Federativa de Brasil. Su capital es Palmas. Está ubicado al sureste de la región Norte. Tiene como límites: Maranhão al noreste, Piauí al este, Bahía al sureste, Goiás al sur (estado del cual formaba parte hasta 1988), Mato Grosso al suroeste, y Pará al noroeste. Con 5,4 hab/km² es el sexto estado menos densamente poblado, por delante de Amapá, Acre, Mato Grosso, Amazonas y Roraima, el menos densamente poblado. El estado, que tiene el 0,75 % de la población brasileña, es responsable del 0,5 % del PIB brasileño.

## Topónimo
Tocantins es un término derivado de la lengua tupí que significa "pico de tucán", mediante la combinación de los términos tukana ("tucán") y tim ("pico").

## Geografía
Su territorio ocupa una superficie de 278 420 km², cuya extensión puede ser comparada con la de Ecuador. Limita con Maranhão al norte y al noreste, Piauí y Bahía al este, Goiás al sur, Mato Grosso al suroeste y Pará al noroeste. 
El río más importante del Estado tiene el mismo nombre y constituye uno de los afluentes más importantes del Amazonas, aunque ya muy cerca de su desembocadura, de manera que también podría considerarse como un río propio y no como un afluente. En su territorio se encuentra la isla del Bananal, la isla fluvial más grande del mundo.

## Principales ciudades
- Araguaína
- Gurupi
- Palmas
- Paraíso do Tocantins
- Porto Nacional

## Mesorregiones y microrregiones
Para efectos estadísticos, el estado se divide en mesorregiones, las que a su vez están formadas por un número variable de microrregiones.
Mesorregión es una subdivisión de los estados brasileños que congrega diversos municipios de un área geográfica con semejanzas económicas y sociales. Fue creada por el IBGE y es utilizada para fines estadísticos, no constituyendo, por lo tanto, una entidad política o administrativa.
Microrregión es, de acuerdo con la Constitución brasileña de 1988, un agrupamiento de municipios limítrofes. Su finalidad es la de integrar la organización, la planificación y la ejecución de las funciones públicas de interés común, definidas por leyes estaduales complementarias.
Sin embargo, generalmente las microrregiones no son definidas de esta forma. El término es mucho más conocido en función de su uso práctico por el IBGE que, para fines estadísticos y con base en similitudes económicas y sociales, divide los diversos estados de la Federación Brasileña en microrregiones.

## Municipios más poblados
Los municipios listados están con la población actualizada con la estimación de 2016.
| Municipio               | Población (estimación 2016) |
| ----------------------- | --------------------------- |
| 1. Palmas               | 279 856                     |
| 2. Araguaína            | 173 112                     |
| 3. Gurupi               | 84 628                      |
| 4. Porto Nacional       | 52 510                      |
| 5. Paraíso do Tocantins | 49 727                      |
| 6. Araguatins           | 34 810                      |
| 7. Colinas do Tocantins | 34 416                      |
| 8. Guaraí               | 25 399                      |
| 9. Tocantinópolis       | 23 130                      |
| 10. Dianópolis          | 21 457                      |

## Economía

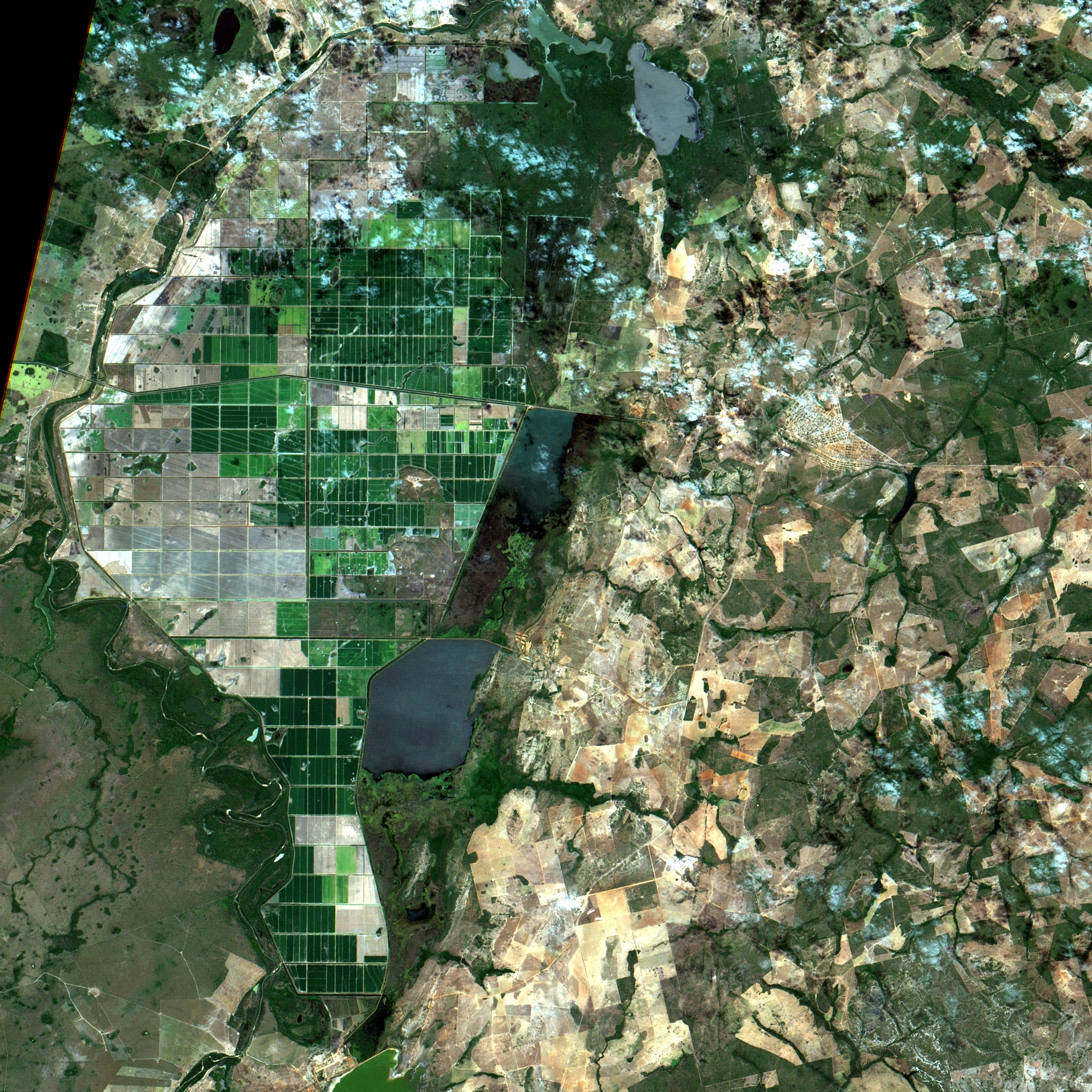
Arroz regado en Formoso do Araguaia

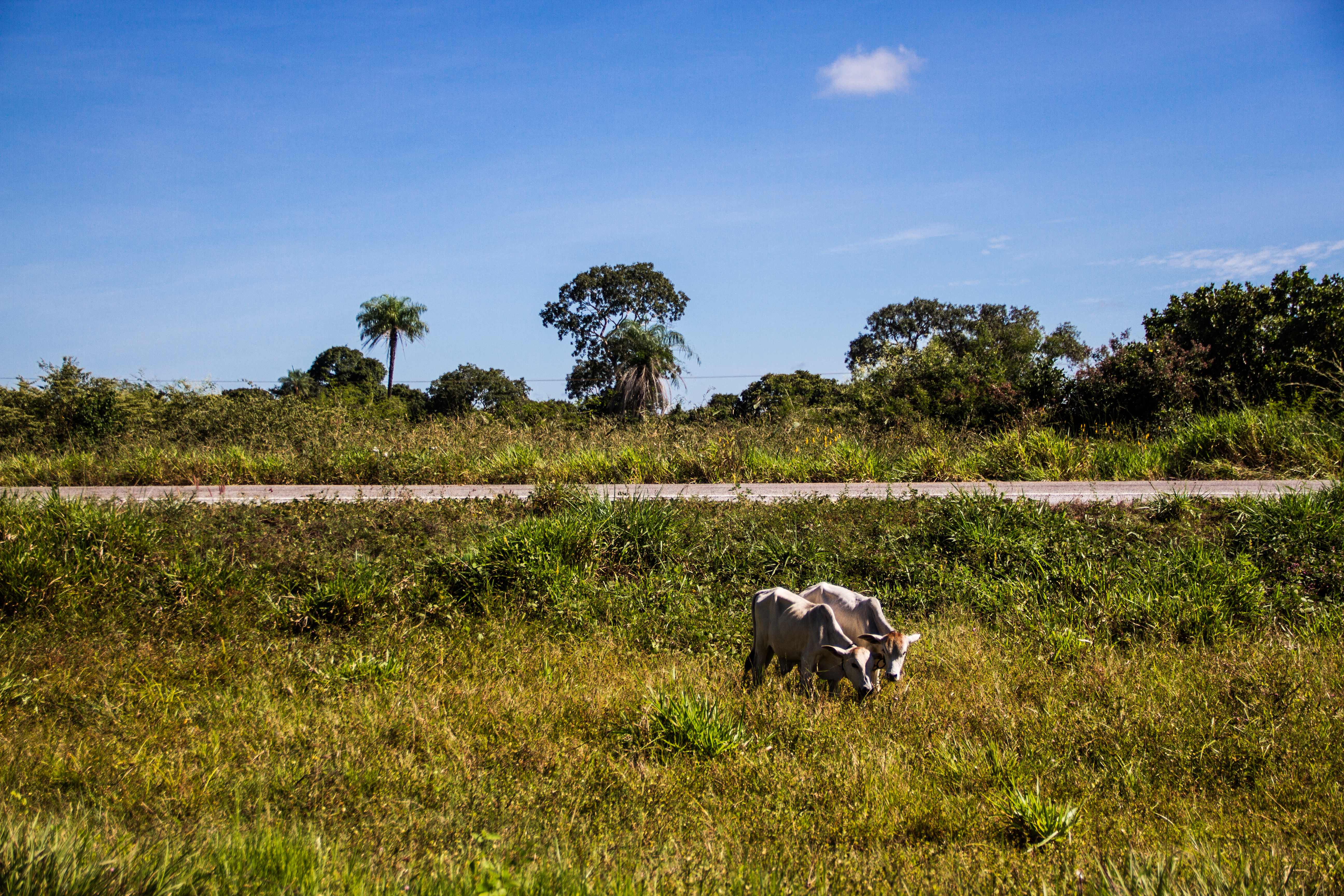
Ganado en Tocantins

El sector de servicios es el componente más grande de PIB con 59.9 %, seguido por el sector industrial con 27.2 %. La agricultura representa el 12,9 % del PIB (2004). Exportaciones de Tocantins: soja 89.2 %, carne 10.5 % (2002). La economía de Tocantins se basa en un modelo expansionista agresivo de agroexportaciones y está marcada por registros consecutivos de hiper-excedentes primarios: sus exportaciones revelan su fuerte inclinación agrícola. Siguiendo el ejemplo de los estados vecinos (Mato Grosso y Goiás), se está convirtiendo en un importante productor de granos (soja, maíz, arroz).
Al igual que gran parte de Brasil, la economía de Tocantins también depende de la cría de ganado. La plantación de piña del estado es considerable. En el norte del estado, carbón y aceite vegetal se extraen del palmera de babaçu.
Participación de la economía brasileña: 0.4 % (2005).
El valor bruto de la producción agrícola del estado se estimó en más de R $ 7,6 mil millones en 2019.
En soja, Tocantins es el mayor productor de la Región Norte de Brasil. En la cosecha de 2019, Tocantins cosechó 3 millones de toneladas.
En maíz, el estado cosechó cerca de 1 millón de toneladas en 2019.
En 2019, Tocantins fue el líder en la producción de arroz en la región Norte, convirtiéndose en el tercer productor más grande de Brasil. Cosechó más de 670 000 toneladas en la cosecha de 2016/2017.
Con respecto a piña, en 2018 Tocantins fue el sexto estado productor más grande de Brasil, con 69 millones de frutas.
En 2019, el rebaño de vacuno del estado era de 8 millones de animales.
Acerca de industria, Tocantins tuvo un PIB industrial de R $ 4,5 mil millones en 2017, equivalente al 0,4 % de la industria nacional. Emplea a 30 234 trabajadores en la industria. Los principales sectores industriales son: construcción (34,1 %), servicios industriales de utilidad pública, como electricidad y agua (28,4 %), alimentos (22,5 %), minerales no metálicos (5,2 %) y productos químicos (1,5 %). Estos 5 sectores concentran el 91.7 % de la industria del estado.
Su industria es principalmente agroindustria, centralizada en seis distritos ubicados en cinco ciudades polares: Palmas, Araguaína, Gurupi, Porto Nacional y Paraíso do Tocantins. Su industria aún es pequeña y se centra principalmente en el consumo propio.
En el sector terciario (comercio y servicios) sus actividades principales se concentran en la capital, Palmas, y también en las ciudades ubicadas al costado de la carretera Belém-Brasilia (BR-153 y BR-226). Esta carretera es vital para Tocantins, ya que corta el estado de norte a sur y permite un mejor desempeño en el crecimiento económico de las ciudades ubicadas en sus bancos, sirviendo como almacén para el transporte por carretera y servicios para los viajeros. Además, la carretera Belém-Brasilia también facilita el flujo de producción de Tocantins a otros estados y puertos en la costa.